# 三好青花
三好 青花（みよし はるか、2000年10月16日 - ）は、日本の女子バスケットボール選手である。ポジションはパワーフォワード。Wリーグの山梨クィーンビーズ所属。

## 来歴
埼玉県出身。
東京成徳大学高校でインターハイベスト8。
東京医療保健大学ではインカレ優勝を果たす。
2023年1月、山梨クィーンビーズにアーリーエントリーとして加入。